# MD 450 Ouragan
Az MD 450 Ouragan (Hurrikán) az 1940-es években kifejlesztett sugárhajtású, szubszonikus vadászbombázó repülőgép volt. A második világháború után újraszerveződő francia repülőgépgyártás által gyártott első teljesen saját fejlesztésű, sugárhajtású vadászrepülőgép. Továbbfejlesztésével hozták létre az MD 452 Mystère repülőgépet. Exportálták Indiába és Izraelbe, részt vett a második arab-izraeli háborúban és a hatnapos háborúban.

## Típusváltozatok
| - MD 450 01/02/03 | 3 db prototípus, fegyverzet nélküli változatok, kivéve a 03-ast.                           |
| - MD 450          | Alap változat.                                                                             |
| - MD 450-30L      | Kétüléses éjszakaivadász változat.                                                         |
| - Barougan        | Szükségreptereken való leszállásra tervezett változat, nagyobb futókkal és fékezőernyővel. |

## Megrendelő és üzemeltető országok
Franciaország
- Francia Légierő

 India
- Indiai Légierő

 Izrael
- Izraeli Légierő

 Salvador
- El Salvadori Légierő